# Balarrasa
Balarrasa es una película española dirigida por José Antonio Nieves Conde en 1951. Participó en el Festival de Cannes de 1951.

## Argumento
El misionero español Javier Mendoza (Fernando Fernán Gómez) se encuentra atrapado en medio de una gran tormenta de nieve en Alaska. Temiendo que ha llegado el fin de sus días, comienza a recordar su vida. Tras la muerte de su madre, el padre (Jesús Tordesillas) se dedica al juego y el propio Javier, conocido como Balarrasa lleva también una vida desenfrenada. Tampoco los otros hermanos, Fernando (Luis Prendes), Lina (Dina Stern) y Maite (María Rosa Salgado) llevan vidas modélicas. Cuando estalla la Guerra civil española, Mendoza incurre en un comportamiento poco heroico que acaba con la vida de un compañero al jugarse a las cartas una guardia que no le corresponde. Impresionado por el suceso, ingresa en el Seminario. Tras reconducir la existencia de sus familiares, emprende una nueva vida como misionero.

## Reparto
- Manolo Morán - Desiderio
- Jesús Tordesillas - Carlos
- Dina Sten - Lina
- Luis Prendes - Fernando
- José Bódalo - Presidente del club
- Maruchi Fresno - Elena
- María Rosa Salgado - Mayte
- Eduardo Fajardo - Mario
- Fernando Fernán Gómez - Javier Mendoza 'Balarrasa'
- Fernando Aguirre - Valentin
- Francisco Bernal - Emiliano
- Mario Berriatúa - Teniente Hernández
- Julia Caba Alba - Faustina
- José María Rodero - Octavio
- Chano Conde - Teniente
- Alfonso de Córdoba - Alférez
- Gérard Tichy - Zanders

## Premios
VII edición de las Medallas del Círculo de Escritores Cinematográficos
| Premio                | Candidatos                | Resultado |
| --------------------- | ------------------------- | --------- |
| Mejor director        | José Antonio Nieves Conde | Ganador   |
| Mejor actor principal | Fernando Fernán Gómez     | Ganador   |

## Rodaje
La película se rodó en los distritos de Centro, Retiro, Salamanca y Ciudad Lineal de Madrid y en la provincia de Salamanca.